# Rubia tenuifolia
Rubia tenuifolia är en måreväxtart som beskrevs av D'urv.. Rubia tenuifolia ingår i släktet krappar, och familjen måreväxter.

## Underarter
Arten delas in i följande underarter:
- R. t. brachypoda
- R. t. doniettii
- R. t. tenuifolia